# 団体戦
団体戦（だんたいせん）とは、競技としては個人競技だが、複数のメンバーが1つのチームをなして戦う形式である。試合そのものは個人戦であり、その個人戦の成績をチームで総合し勝敗が決まる。
チーム対チームで戦うものは集団競技であって団体戦とは呼ばないが、集団競技を団体戦的に行うことは可能である（各国のクラブチームの5チーム一組での対抗試合、など。ただし実例はほとんどない）。また、オリンピックのように、個人戦の集積ではあっても総合優勝が発表・表彰されないものも団体戦とはいわない。

## 方法
数人一組で1チームを構成し、チームとチームの対戦を構成員各員同士の個人戦で行う。
構成人数には多くのパターンがあるが、剣道や柔道では「一チーム5人」が一般的であるが、女子柔道など女子選手が少ない競技では「一チーム3人」の場合もある。

## 形式と勝敗条件
試合形式には、次のような種類がある。

### 一対一の対決を伴う団体戦
- 星取り戦形式

単純に1チームX人なら決められたオーダー通り同士でX試合を行って全体の勝敗差で勝ち負けを決める形式。競技自体に引き分けがルールとして設けられている場合、引き分けの有無にかかわらずXが偶数の場合、競技全体として引き分けが発生する場合があるが、その場合は両者引き分けとする場合と、大将、あるいは代表同士で決着を付ける場合がある。また、同チームの先鋒、次鋒、中堅が勝利するとその時点で勝敗が明確となるため、以後の勝負を割愛する場合と、正確な星数が出るまで続ける場合がある（この場合、4-1、3-2でも勝負が覆ることはない）。大体は副将、大将に主戦力を持ってくることが多いが、強豪同士で潰し合うより、確実に勝てる相手に白星を取ることを勘案した戦略的なオーダーを組むこともあり、対戦前の駆け引きも星取り戦の面白みである。こうした駆け引きは何も現代競技に特有のものではなく、すでに『史記』に書かれる時代から見られるものである（孫臏の事例など）。
- 勝ち抜き戦形式

1チームX人同士、あるいはハンデとしてX人とY人（X≠Y）で、勝者となった者は次の対戦相手と対戦する権利を維持し、対戦相手全員に勝利することで勝敗が決まる形式。勝ち抜き戦形式では、たとえばイ、ロ、ハVS甲、乙、丙の3-3の勝ち抜き戦とするとイ対甲の試合で甲が勝った場合、甲はロと対戦する。甲とロの勝者は乙またはハと対戦し、先に全選手が敗れた側が負けとなる。1勝の価値に差はなく、また特別な場合を除いて最終的な引き分けも発生しない。相手の大将が負けると勝負は終了するため、勝者側は戦力を温存できることがある。一方、相手の大将に土を付けるまで勝負が続くため、土壇場で最後の大将が全員を打ち負かすような逆転勝ちの醍醐味があるのも勝ち抜き戦ならではある。このため、引き分けを除けば、最長で2X-1回（X=Yの場合）の勝負数が必要となる。
なお、これらの形式は必ずしも弱い者から先に出場するという決まりはない。勢いをつけるために先鋒に中堅・次鋒以上の実力者を持ってくる戦法はよく見られる。

## 選手の呼称
3人制
先鋒 → 中堅 → 大将 または
三将 → 副将 → 大将
5人制
先鋒 → 次鋒（二陣） → 中堅 → 副将 → 大将
7人制
先鋒 → 次鋒（二陣） → 五将（三陣） → 中堅 → 三将（五陣） → 副将 → 大将
9人制
先鋒 → 次鋒（二陣） → 三将（五陣） → 四将 → 中堅 → 六将 → 七将 → 副将 → 大将
31人制
先鋒 → 次鋒 → 二十九将 → 二十八将 → 二十七将 → 二十六将 → 二十五将 → 二十四将 → 二十三将 → 二十二将 → 二十一将 → 二十将 → 十九将 → 十八将 → 十七将 → 中堅 → 十五将 → 十四将 → 十三将 → 十二将 → 十一将 → 十将 → 九将 → 八将 → 七将 → 六将 → 五将 → 四将 → 三将 → 副将 → 主将

## 主な競技

### 球技
卓球
バドミントン
テニス・ソフトテニス
シングルスとダブルスを組み合わせたチーム編成もある。
ゴルフ

### 格闘技
柔道
剣道
相撲
かつて大相撲の東西制は、東方と西方の対抗戦形式で、大相撲史上唯一の団体戦である（優勝力士は別にいた）。現在の幕内最高優勝力士の優勝旗は、東西制時代に総合成績で勝った方屋に与えられていた旗の名残である。
レスリング
高校レスリングの大会で行われる試合形式。学校対抗戦で1チーム「51kg級、55kg級、61kg級、65kg級、71kg級、80kg級、125kg級」の7階級で試合を行い勝敗を決める。
プロレス
軍団抗争のクライマックスでまれに団体戦が行われる。1980年代の新日本プロレスで新日本軍と維新軍団やUWF軍団の間の勝ち抜き戦が代表的である。タッグマッチの要素により複数ｖｓ複数の団体戦が起こる可能性が他競技よりも高い。
パンクラス
2011年より「ハイブリッド・リーグ」で団体戦が行われている。

### マインドスポーツ
将棋
プロには、公式戦としては団体戦の棋戦はないが、アマチュアには職場・学校などを単位とした団体戦の大会がある。
プロ棋士と将棋ソフトによる将棋電王戦は、2013年から2015年は5対5の団体戦形式で開催されていた。
囲碁
麻雀

### その他
フィギュアスケート
競技かるた
格闘ゲーム
BEMANI PRO LEAGUE

## 主な大会
- 個人戦と団体戦を並立して実施する主な大会
  - 国民体育大会
  - 全国高等学校総合体育大会
- 団体戦のみを実施する主な大会
  - デビスカップ
  - ビリー・ジーン・キング・カップ
  - トマス杯
  - ユーバー杯

## フィクションでの団体戦
『キン肉マン』『プロレス・スターウォーズ』『テニスの王子様』『ヒカルの碁』「咲-Saki-」など、団体戦を描いた作品が多数存在する。『テニスの王子様』は、テニス漫画であるにもかかわらず校内試合を除いて個人戦は全く登場しない。